# Гірничотехнічні властивості гірських порід
Гірничотехні́чні власти́вості гірськи́х порі́д (рос.горнотехнологические свойства горных пород, англ. mining-technological properties of rock, нім. bergbautechnologische Gesteinseingeschaften f pl) — властивості, що характеризують гірські породи як об'єкти розробки при застосуванні процесів гірничої технології.
Розрізняють гірничотехнологічні характеристики порід в масиві та порід, що відокремлені від масиву.
Перші включають:
- характеристики опірності руйнуванню:
  - а). механічному;
  - б). вибуховому;
  - в). гідравлічному;
  - г). термічному і т. д.

- інші гірничотехнологічні характеристики:
  - абразивність у моноліті;
  - коефіцієнти тертя пари «моноліт-інструмент»;
  - динамічна контактна пластичність;
  - опірність приповерхневому зсуву пластичних порід;
  - коефіцієнт крихкості та ін.

Гірничотехнічні властивості порід, що відокремлені від масиву :
- грудкуватість;
- абразивність;
- коефіцієнти зовнішнього тертя;
- кути природного укосу та коефіцієнти сипучості;
- коефіцієнт розпушення;
- характеристики злежуваності.